# Velké Hostěrádky
Velké Hostěrádky (in tedesco Hostraditz) è un comune della Repubblica Ceca facente parte del distretto di Břeclav, in Moravia Meridionale.